# Acer integrilobum
Acer integrilobum é uma espécie de árvore do gênero Acer, pertencente à família Aceraceae.